# Шпонтак Іван
Іван Шпонтак (псевда: «Залізняк», «Леміш», «Дубровник», «Остап»)  (12 серпня 1919, с. Вовкове, Ужгородського району — 14 квітня 1989, м. Великі Капушани, Словаччина) — український військовик, сотник УПА, командир куреня «Месники», командир ТВ-27 «Бастіон», командир сотні, згодом куреня «Месники», шеф штабу ВО-6 «Сян».
Лицар Срібного Хреста Бойової Заслуги 2-го класу.
Лав наших залізних нічим не здолати,

Нас крик не лякає ворожих атак:

У нас попереду син дальніх Карпатів,

Наш друг — командир Залізняк.

В нім воля сталева,

Він наш командир!

Із ним ми, як леви,

Як бурі, як вир!
Петро Василенко «Волош»,
Марш «Месників»

## Життєпис
Народився в 1919 році в селі недалеко від Ужгорода. Був сільським вчителем.

Іван Шпонтак

У 1939 році пішов добровольцем у Карпатську Січ. Потрапив в полон до угорських військ. Переданий мадярами до німецького табору, де його примушують працювати на цементному заводі.
З початку радянсько-німецької війни в жовтні 1941 за дорученням ОУН йде в допоміжну поліцію у Львові. Пізніше призначений заступником начальника допоміжної поліції у Рава-Руській.
У квітні 1944 всім постерунком в Рава-Руській переходить в УПА, командир сотні, пізніше, після її реорганізації у курінь «Месники», стає курінним командиром.
У березні 1945 стає командиром ТВ-27 "Бастіон", одночасно перебуваючи шефом штабу ВО-6 «Сян» і командиром куреня «Месники». Перебував на цих посадах аж до вересня 1947 року, коли, внаслідок проведення польським прокомуністичним урядом Операції «Вісла», підрозділи УПА на Закерзонні були розформовані.
В листопаді 1947 року перебрався жити у Словаччину.
Викритий 1960 й переданий у Польщу, де його було засуджено районним судом в Перемишлі до смертної кари. 3 червня 1961 смертну кару замінено на пожиттєве ув'язнення. 20 років перебував у тюрмах.
Звільнений 4 листопада 1981 й повернувся в Словаччину.
Помер 14 квітня 1989

## Псевда
У своїй діяльності Іван Шпонтак використовував різні псевда («Залізняк», «Леміш», «Дубровник», «Остап»), що було пов'язано з особливістю його роботи в УПА.
Псевдо «Залізняк» Шпонкак прибрав, зорганізувавши весною 1944 року сотню УНС і використовував його й надалі, як командир цього підрозділу, коли вищезгадана сотня пізніше стала сотнею УПА та куренем «Месники» під його командуванням.
У січні 1945 року відбулась реорганізація УПА на Закерзонні — розподіл на менші тактично-територіальні одиниці — тактичні відтинки (ТВ). Збройні відділи, котрі діяли на Посянні, об'єднано в ТВ-27 «Бастіон», а Іван Шпонтак, призначений командиром 27-го відтинку (про це його повідомив під час особистої зустрічі в Гуті-Любицькій на початку березня 1945 року Мирослав Онишкевич «Орест»), на цій посаді використовував псевдо «Леміш».
Пізньої осені 1945 року Івана Шпонтака призначено шефом штабу відновленої воєнної округи «Сян». Виконуючи ці обов'язки (скорше номінально), Шпонтак використовував псевдо «Дубровник», а її командир Мирослав Онишкевич — псевдо «Олег».
Таким чином, Іван Шпонтак міг одночасно використовувати принаймні три псевда: «Дубровник» як шеф штабу воєнної округи «Сян», «Леміш» — як командир ТВ-27 «Бастіон», що входив у ВО-6 «Сян» та «Залізняк» — як командир куреня «Месники», що був основною бойовою силою 27-го тактичного відтинку.

## Нагороди
Нагороджений 25 квітня 1945 року Срібним Хрестом Бойової Заслуги 2 класу.

## Пам'ять
Іменем Івана Шпонтака названо вулицю в Ужгороді.